# Ole Könnecke
Ole Könnecke (* 26. Februar 1961 in Göttingen) ist ein deutscher Illustrator und Kinderbuch-Autor.

## Leben
Könnecke verbrachte seine Kindheit in Göteborg, seine Jugendjahre in Hamburg. Nach dem Abitur studierte er an der Universität Hamburg Germanistik. Während seines Studiums begann er mit dem Zeichnen. Sein unverwechselbarer, einfacher Zeichenstil erinnert an Comics.
Seine Kinderbuch-Reihe um Anton, mit der er seit 2004 weithin bekannt wurde, erinnert insofern an Die Peanuts als auch sie sich um die Träume und Konflikte einen kleinen Jungen im Vorschulalter drehen. Mit Desperado. Ein Western legte er 2019 ein Phantasie-Abenteuerbuch vor, in dem ein kleiner Held mit seinem vielseitig begabten Pferd Desperado seine von „Black Bart“ entführte Kindergärtnerin rettet. Die FAZ-Kritikerin hob hervor, dass Ole Könnecke weder seine Bilder noch seine Geschichten überfrachtet, so dass sie „das Gegenteil von Wimmelbildern“ seien. Allein durch die wandlungsfähigen Gesichtsausdrücke von Roy und seinem Gaul werde viel erzählt, dennoch sei die „Einfachheit von Text und Bild nur eine scheinbare“.
Der Kinder- und Jugendbuchautor erhielt zahlreiche Auszeichnungen, darunter 2002 den Max-und-Moritz-Preis des Internationalen Comic-Salons Erlangen für Doktor Dodo schreibt ein Buch sowie 2005 den Deutschen Jugendliteraturpreis für Die Kurzhosengang und 2011 erneut eine Nominierung. Anton kan toveren war 2008 „Bilderbuch des Jahres“ in den Niederlanden.
Ole Könnecke lebt mit seiner Familie in Hamburg.

## Werke (Auswahl)

### Texte & Illustrationen
- Lola und die Piraten, Oetinger, Hamburg 1990, ISBN 978-3-499-20980-2.
  - Lola et les Pirates, L’Ecole des Loisirs, Paris 2002,  ISBN 978-2-211-06457-6.
- Lolas Luftfahrt, Oetinger, Hamburg 1991, ISBN 978-3-7891-6757-7.
- Doktor Dodos Weltreise, Verlag Friedrich Oetinger, Hamburg 1992, ISBN 3-7891-6761-4.
- Fred und die Bücherkiste, Carlsen Verlag, Hamburg 1995, ISBN 978-3-551-51578-0.
- Lola und das Gespenst, Carlsen Verlag, Hamburg 1997, ISBN 978-3-551-55088-0.
- Elvis und der Mann mit dem roten Mantel, Carlsen Verlag, Hamburg 1998, ISBN 978-3-551-51552-0.
- Lola und der Tangokönig, Carlsen Verlag, Hamburg 1999, ISBN 978-3-551-55183-2.
- Seht mal!, sagt der kleine Bär, Beltz, Weinheim 1999, ISBN 978-3-407-79239-6.
- Doktor Dodo schreibt ein Buch, Carlsen Verlag, Hamburg 2000, ISBN 978-3-551-75641-1.
- Sei kein Frosch, Malin!, Hanser Verlag, München 2002, ISBN 978-3-446-20115-6.
- Anton und die Mädchen, Sanssouci Verlag, 2004, ISBN 978-3-7254-1417-8.
- Anton kann zaubern, Hanser Verlag, München 2006, ISBN 978-3-446-20693-9.
  - Anton can do Magic, Gecko Press, Wellington 2010, ISBN 978-1-877467-36-3.
- Antons Geheimnis. Ein Fertigmalbuch, Hanser Verlag, München 2007, ISBN 978-3-446-20857-5.
- Anton und die Blätter, Hanser Verlag, München 2007, ISBN 978-3-446-20894-0.
- Der große böse Bill, Beltz, Weinheim 2008, ISBN 978-3-407-76058-6.
- Anton und das Weihnachtsgeschenk, Hanser Verlag, 2008, ISBN 978-3-446-23095-8.
- Das große Buch der Bilder und Wörter, Hanser Verlag, München 2010. ISBN 978-3-446-23588-5.
- Die Abenteuer von Lester und Bob, Aladin Verlag, Hamburg 2014, ISBN 978-3-8489-2050-1.
- Sport ist herrlich, Hanser Verlag, München 2017. ISBN 978-3-446-25484-8.
  - Sports are Fantastic Fun!, Gecko Press, Wellington 2018, ISBN 978-1-77657-201-4.
- Desperado. Ein Western. Carl Hanser Verlag, München 2019, ISBN 978-3-446-26434-2.

### Illustrationen
- James Krüss: Sängerkrieg der Heidehasen, 2002
- Zoran Drvenkar: Du schon wieder, 2003
- Rafik Schami: Wie ich Papa die Angst vor Fremden nahm, 2003
- Thomas Winding: Großvaters Geschichten von den Tieren. Übersetzung: Gabriele Haefs. 2003
- Victor Caspak und Yves Lanois: Die Kurzhosengang. Übersetzung: Andreas Steinhöfel. 2004
- Gunnel Linde: Joppe. Übersetzung: Birgitta Kicherer. 2005
- Jan Weiler: Hier kommt Max! Rowohlt, Reinbek bei Hamburg 2009, ISBN 978-3-499-21520-9.

### Übersetzungen
- Ulf Nilsson: Die besten Beerdigungen der Welt. Mit Bildern von Eva Eriksson. Moritz Verlag, Frankfurt am Main 2006, ISBN 978-3-89565-174-8.
- Ulf Nilsson: Als Oma seltsam wurde. Mit Bildern von Eva Eriksson. Moritz Verlag, 2008, ISBN 978-3-89565-196-0.
- Ulf Nilsson: Als wir allein auf der Welt waren. Mit Bildern von Eva Eriksson. Moritz Verlag, 2009, ISBN 978-3-89565-212-7.
- Ulf Nilsson: Bagger Traktor Mauersegler. Mit Bildern von Sarah Sheppard. Moritz Verlag, 2011
- Ulf Nilsson: Der beste Sänger der Welt. Mit Bildern von Eva Eriksson. Moritz Verlag, 2012.
- Ulf Nilsson: Herz Schmerz. Mit Bildern von Lena Ellermann. Moritz Verlag, Frankfurt am Main 2013. ISBN 978-3-89565-262-2.
- Ulf Nilsson: Kommissar Gordon. Der erste Fall. Mit Bildern von Gitte Spee. Moritz Verlag, Frankfurt am Main 2014, ISBN 978-3-89565-288-2.
- Ulf Nilsson: Kommissar Gordon. Der letzte Fall. Mit Bildern von Gitte Spee. Moritz Verlag, Frankfurt am Main 2015, ISBN 978-3-89565-308-7.
- Ulf Nilsson: Kommissar Gordon. Doch noch ein Fall. Mit Bildern von Gitte Spee. Moritz Verlag, Frankfurt am Main 2016, ISBN 978-3-89565-328-5

## Auszeichnungen
- 1998 Kinderbuchpreis des Landes Nordrhein-Westfalen für Lola und das Gespenst
- 2002 Max-und-Moritz-Preis für Doktor Dodo schreibt ein Buch
- 2003 „Fällt aus dem Rahmen“ (April 2003) für Großvaters Geschichten von den Tieren
- 2004 Illustrationspreis für Kinder- und Jugendbücher für Wie ich Papa die Angst vor Fremden nahm
- 2005 Deutscher Jugendliteraturpreis für Die Kurzhosengang
- 2007 Jury der jungen Leser Auswahlliste für den Bilderbuchpreis: Anton kann zaubern
- 2007 Kröte des Monats Oktober für Anton und die Blätter
- 2008 Bilderbuch des Jahres in den Niederlanden: Anton kann zaubern
- 2008 Kinderbuchpreis des Landes Nordrhein-Westfalen  für  Anton und die Blätter
- 2010 Kröte des Monats Februar für Das große Buch der Bilder und Wörter
- 2011 Nominierung für den Deutschen Jugendliteraturpreis
- 2012 Frühling/Sommer-Liste Buchstart-Club